# Рівностепенева неперервність
Рівностепенева неперервність — властивість сім'ї неперервних функцій, яка полягає в тому, що всі функції змінюються однаково в межах заданого околу.

## Означення

### Рівностепенева неперервність і рівномірна рівностепенева неперервність
Нехай
{\displaystyle {\mathcal {F}}=\{f_{i}(x):X\rightarrow \mathbb {R} ,i\in I\},}
деяка сім'я неперервних функцій, де {\displaystyle X\subseteq \mathbb {R} } — деяка підмножина дійсної осі, {\displaystyle I} — множина індексів.
Множина функцій {\displaystyle {\mathcal {F}}} — рівностепенево неперервна в точці {\displaystyle x_{0}\in X}, якщо
{\displaystyle \forall \varepsilon >0\quad \exists \delta =\delta (\varepsilon )>0\quad \forall x\in X\quad |x-x_{0}|<\delta }
{\displaystyle \qquad \forall f_{i}\in {\mathcal {F}},\quad |f_{i}(x)-f_{i}(x_{0})|<\varepsilon .}
Множина функцій {\displaystyle {\mathcal {F}}} — рівностепенево неперервна, якщо вона рівностепенево неперервна в кожній точці з {\displaystyle X}.
Іншими словами, для довільного {\displaystyle \varepsilon >0} знайдеться таке {\displaystyle \delta >0}, яке залежить від {\displaystyle \varepsilon } та {\displaystyle x_{0}}, що для довільних {\displaystyle x\in X} таких, що {\displaystyle |x-x_{0}|<\delta } випливає, що нерівність {\displaystyle |f_{i}(x)-f_{i}(x_{0})|<\varepsilon } виконується одночасно для всіх функцій з {\displaystyle {\mathcal {F}}}.

Множина функцій {\displaystyle {\mathcal {F}}} — рівномірно рівностепенево неперервна, якщо
{\displaystyle \forall \varepsilon >0\quad \exists \delta =\delta (\varepsilon )>0\quad \forall x_{1},x_{2}\in X\quad |x_{1}-x_{2}|<\delta }
{\displaystyle \qquad \forall f_{i}\in {\mathcal {F}},\quad |f_{i}(x_{1})-f_{i}(x_{2})|<\varepsilon .}
Іншими словами, для довільного {\displaystyle \varepsilon >0} знайдеться таке {\displaystyle \delta >0}, яке залежить тільки від {\displaystyle \varepsilon }, що для довільних {\displaystyle x_{1},x_{2}\in X} таких, що {\displaystyle |x_{1}-x_{2}|<\delta } випливає, що нерівність {\displaystyle |f_{i}(x_{1})-f_{i}(x_{2})|<\varepsilon } виконується одночасно для всіх функцій з {\displaystyle {\mathcal {F}}}.

Різниця між рівностепеневою неперервністью і рівномірною рівностепеневою неперервністю в тому, що у першому випадку вибір {\displaystyle \delta } залежить і від {\displaystyle x_{0}}, і від {\displaystyle \varepsilon }. У випадку рівномірної рівностепенової неперервності {\displaystyle \delta } залежить тільки від {\displaystyle \varepsilon }. Часто коли говорять про рівностепеневу неперервність, то під нею розуміють рівномірну рівностепеневу неперервність.

### Метричний простір
Наведені означення безпосередньо переносяться на випадок метричних просторів 
Нехай {\displaystyle (X,d_{X})}, {\displaystyle (Y,d_{Y})} — метричні простори і
{\displaystyle C(X,\;Y)} — множина всіх неперервних відображень з {\displaystyle X} в {\displaystyle Y}.
Підмножина відображень {\displaystyle D\subset C(X,\;Y)} — рівностепенево неперервна в точці {\displaystyle x_{0}\in X}, якщо
{\displaystyle \forall \varepsilon >0\quad \exists \delta =\delta (\varepsilon )>0\quad \forall x\in X\quad d_{X}(x,x_{0})<\delta }
{\displaystyle \qquad \forall f_{i}\in {\mathcal {F}},\quad d_{Y}(f(x),f(x_{0}))<\varepsilon .}
Множина {\displaystyle D} — рівностепенево неперервна, якщо вона рівностепенево неперервна в кожній точці з {\displaystyle X}.
Підмножина відображень {\displaystyle D\subset C(X,\;Y)} називається рівномірно рівностепенево неперервною, якщо
{\displaystyle \forall \varepsilon >0\quad \exists \delta =\delta (\varepsilon )>0\quad \forall x_{1},x_{2}\in X\quad d_{X}(x_{1},x_{2})<\delta }
{\displaystyle \qquad \forall f\in C(X,\;Y),\quad d_{Y}(f(x_{1}),f(x_{2}))<\varepsilon .}
Більш загально, якщо {\displaystyle X} — топологічний простір, то множина {\displaystyle F} відображень з {\displaystyle X} в {\displaystyle (Y,d_{Y})} називається рівностепенево неперервною в точці {\displaystyle x_{0}\in X}, якщо
{\displaystyle \forall \varepsilon >0\quad \exists U_{x_{0}}\quad \forall x\in U_{x_{0}}\quad \forall f\in F,\quad d_{Y}(f(x),f(x_{0}))<\varepsilon ,}
де {\displaystyle U_{x_{0}}} позначає деякий окіл точки {\displaystyle x_{0}}.

## Властивості
- Якщо {\displaystyle X} — компактний простір, то множина функцій рівномірно рівностепенево неперервна тоді і тільки тоді, коли вона рівностепенево неперервна.
- Кожна з функцій рівномірно рівностепеневої множини функцій рівномірно неперервна.
- Будь-яка скінченна множина рівномірно неперервних функцій рівномірно рівностепенево неперервна.
- Нехай {\displaystyle \{f_{n}(x)\},n\in \mathbb {N} } — рівностепенево неперервна сім'я функцій і {\displaystyle f_{n}(x)\rightarrow f(x)} поточково для довільного {\displaystyle x}, тоді {\displaystyle f(x)} — неперервна [2].

- Нехай {\displaystyle \{f_{n}(x)\},n\in \mathbb {N} } — рівностепенево неперервна сім'я функцій з {\displaystyle (X,d_{X})} в повний метричний простір {\displaystyle (Y,d_{Y})} і {\displaystyle \lim _{n\rightarrow \infty }f_{n}(x)=f(x)} для всіх {\displaystyle x} з деякої щільної в {\displaystyle X} підмножини, тоді {\displaystyle \lim _{n\rightarrow \infty }f_{n}(x)=f(x)} для всіх {\displaystyle x\in X}.

- Нехай {\displaystyle X} — компактний простір і {\displaystyle \{f_{n}(x)\},n\in \mathbb {N} } — рівномірно рівностепенево неперервна сім'я функцій і {\displaystyle \lim _{n\rightarrow \infty }f_{n}(x)=f(x)} поточково для довільного {\displaystyle x\in X}, тоді {\displaystyle f_{n}(x)\rightarrow f(x)} рівномірно.

- Згідно узагальненої теореми Арцела якщо {\displaystyle X,Y} — компактні простори, то підмножина {\displaystyle D\subset C(X,\;Y)} компактна в {\displaystyle C(X,\;Y)} як метричному просторі наділеному рівномірною метрикою {\displaystyle \rho (f,\;g)=\max _{x\in X}d_{Y}(f(x),\;g(x)),\,\,f,g\in C(X,\;Y),} тоді і тільки тоді, коли {\displaystyle D} рівностепенево неперервна.

## Приклади
- Послідовність функцій з однаковою константою Ліпшица утворюють (рівномірно) рівностепеневу множину функцій. В частковому випадку такою є множина функцій похідні яких є рівномірно обмеженими.
- Нехай {\displaystyle F(x,y)} — неперервна на {\displaystyle [a,b]\times [a,b]} функція. Розглянемо відображення {\displaystyle G:C[a,b]\rightarrow C[a,b]}, яке задається формулою

{\displaystyle (G\cdot f)(x)=\int _{a}^{b}F(x,y)f(y)dy.}
Тоді множина {\displaystyle \{G\cdot f\mid \sup \nolimits _{y\in [a,b]}|f(y)|\leqslant 1\}} рівностепенево неперервна .

## Узагальнення
Рівностепенева неперервність узагальнюється для відображень між топологічними просторами, які наділені так званою рівномірною структурою (у топологічному просторі {\displaystyle X} вводиться спеціальна топологія — сім'я підмножин з декартового добутку {\displaystyle X\times X} наділена певними властивостями).